# Довженко, Александр (игрок в покер)
Александр Довженко  — профессиональный игрок в покер. Является одним из самых известных украинских игроков, на профессиональном уровне играет с конца 90-х годов. В 2009 году занял второе место на European Poker Tour в Киеве. Выигрывал главное событие Mediterranean Poker Cup на Кипре в 2010, финалист Russian Poker Tour и Casinos Austria Poker Tour. Бронзовый призёр сайд-ивента серии Partouche Poker Tour. В январе 2011 года был капитаном сборной Украины на World Cup of Poker.
Участник второго сезона телевизионного покерного шоу «Русская схватка» на RenTV.
Игрок профессиональной команды AK Team известного российского профессионала Александра Кравченко.
На август 2011 года официальные турнирные призовые Александра перешли отметку в $1.000.000.